# Casualties of War
Pour l’article homonyme, voir Casualties of War.
Albums de Boot Camp Clik
The Last Stand
(2006)
Casualties of War est le quatrième album studio du Boot Camp Clik, sorti le 14 octobre 2007.
L'album s'est classé 59e au Top R&B/Hip-Hop Albums.

## Liste des titres
| No  | Titre                                                  | Contient un (des) sample(s) de | Durée |
| --- | ------------------------------------------------------ | --- | ----- |
| 1.  | Intro (Produit par Dan the Man)                        | | 1:06  |
| 2.  | The Hustle (Produit par Coptic et Soul G)              | Two Lovely Pillows de Laura Lee | 3:20  |
| 3.  | Bubblin Up (Produit par Nottz)                         | | 4:18  |
| 4.  | What You See (Produit par Dan the Man et Fred Bear)    | What U See Is What U Get de Xzibit Just Kissed My Baby des Meters Move Bitch de Ludacris featuring Mystikal et I-20 I Know You Got Soul d'Eric B. & Rakim | 3:47  |
| 5.  | BK All Day (Produit par Dan the Man et Chris the Four) | Go Stetsa I de Stetsasonic | 5:02  |
| 6.  | My World (Produit par Marco Polo)                      | | 3:22  |
| 7.  | I Need More (Produit par 9th Wonder)                   | Together Let's Find Love de The 5th Dimension | 2:42  |
| 8.  | Jail Song (Produit par Jaywan Inc.)                    | Prison Song de Graham Nash | 2:41  |
| 9.  | A-Yo (Produit par Coptic et Soul G)                    | | 3:32  |
| 10. | Casualties of War (Produit par Marvel)                 | I Can See the Sun in Late December de Roberta Flack | 2:53  |
| 11. | I Want Mine (Produit par Marco Polo)                   | | 4:20  |
| 12. | Everyday Shit (Produit par Coptic et Soul G)           | | 3:36  |
| 13. | Words from Tek (Produit par Moods & Vibrations)        | | 1:22  |
| 14. | Yesterday (Produit par Dub Z)                          | Holdin' on to Yesterday d'Ambrosia Paid in Full de Eric B. & Rakim                                                                                        | 3:32  |